# Katrin Wagner-Augustinová
Katrin Wagner-Augustinová (* 13. října 1977 Brandenburg an der Havel, NDR) je bývalá německá rychlostní kanoistka, kajakářka.
Je držitelkou čtyř zlatých olympijských medailí. Dvě získala na olympiádě v Sydney roku 2000 (závod dvojic na K2 500 metrů, čtyřkajak na K4 500 metrů), jednu na olympijských hrách v Athénách roku 2004 (čtyřkajak na K4 500 metrů) a jednu v Pekingu 2008 (čtyřkajak K4 500 metrů). Z OH v Londýně v roce 2012 si přivezla navíc stříbro, opět ze závodu čtyřek na K4 500 metrů. Jejím nejlepším individuálním výsledkem a jedinou individuální olympijskou medailí byl bronz ze závodu na 500 metrů na olympiádě v Pekingu roku 2008. Krom toho má též 10 zlatých medailí z mistrovství světa, z toho jednu individuální, ze závodu na 1000 metrů na mistrovství světa v Záhřebu roku 2005.